# Remény Kis Emberei
A Remény Kis Emberei egyesület célja a Kárpát-medencei gyermekotthonokból kikerülő, illetve a mélyszegénységben felnövő fiatalok felkarolása. Az egyesület olyan tevékenységeket kíván végezni, amelyek értékeket teremtenek, mert figyelembe veszik a környezet és a gyermekek érdekeit és képességeit és amelyek tisztelik a hagyományokat. A Remény Kis Emberei közösségként kívánnak működni, ahol a különféle képzettségű, tapasztalatú, társadalmi és anyagi helyzetű résztvevők működnek együtt a meghatározott célok elérése érdekében, kihasználva a kreativitás és a szorgalom adta lehetőségeket. 

## Története
2005-ben kezdte meg munkáját, amikor szentendrei fiatalok közreműködésével előadták az István, a király rockoperát. A jótékonysági előadás bevételét a Kárpátaljai Ferences Misszió javára ajánlották fel. Majd Majnek Antal munkácsi püspök atya biztatására bemutatták a darabot 2006-ban Beregszászban, ahol a bevételt az épülő ráti gyermekotthonnak adományozták.
2006 adventjében egy 50 fős erdélyi és moldvai csapatot fogadtak egy hétre családokhoz. Ekkor a fiatalok a saját karácsonyi és újévi szokásaikat mutatták be az érdeklődőknek.
2007 óta minden nyáron megtartják a Szövetség az életért táborukat, melynek keretein belül a Kárpát-medencei magyar nehézsorsú és gyermekotthonos fiatalokat látják vendégül egy hétre. 2007-ben az első tábort még a Zetelaki-víztározó partján szervezték, ahol pázmányos egyetemisták táboroztattak székely gyerekotthonos gyerekeket. 2008-ban Csobánkára tették át a tábor helyszínét és folyamatosan kibővítették a gyerekek körét Kárpátalja, Vajdaság, Felvidék és az Anyaország felé és a táboroztatók száma is lényegesen megnőtt.
2012-ben bővítették tevékenységi körünket egy fesztivállal is, mely kiváló bemutatkozási lehetőséget nyújtott a velük kapcsolatban lévő gyerekeknek. Itt alkalmuk adódott a fiataloknak, hogy megmutassák értékességüket. Ezt a fesztivált 2013-ban is megszerveztük. Az igen színvonalas zsűri: Lackfi János, Harcsa Veronika, Malek Andrea és Baricz Gergő építő kritikáikkal rengeteget emeltek a gyerekeken.
Mivel látták, hogy az egységben mekkora erő rejlik, ezért 2014-ben egy közös szereplésre hívták a rájuk bízottakat, és előadták az István, a király rockoperát a Petőfi Csarnokban 200 fiatal szereplésével.
Ezt az előadást 2015-ben a vajdasági Csantavéren is megismételték.
Az évek során egyre tágították kapcsolatrendszerünket, így mára már várnak gyerekeket Vajdaságból (Csantavér, Óbecse, Drea, Hajdújárás), Erdélyből (Csíkszereda, Csíksomlyó, Gyergyószentmiklós, Csíkszentsimon, Csíkszentkirály, Tusnádfürdő, Szentegyháza), Gyimesekből (Gyimesfelsőlok, Gyimesközéplok, Gyimesbükk), Moldvából (Bákó, Lujzi Kalagor, Csíkfalu, Rekecsin, Lészped, Magyarfalu), Kárpátaljáról (Rát, Szürte, Téglás, Csap, Beregszász) és az Anyaországból (Berettyóújfalu és térsége, Pilis, Budapest, Szentendre, Solymár, Pilisvörösvár és környéke).
Mára már odáig növekedtek, hogy éves szinten 9 rendezvényük van.
Közel 1000 rászoruló gyermekkel és fiatallal vannak folyamatosan kapcsolatban.
Az évek során kb. 2000 önkéntes segítette munkájukat.

## Célok
Kárpát-medencei gyermekotthonban, illetve mélyszegénységben élő fiatalok felemelése, a társadalomba való integrálása, értékeik megmutatása és megerősítése. Céljaik közé tartozik igent mondani azokra fiatalokra, akiket az élet, gyakran nem is saját hibájukból, megpróbált. Szeretnék őket úgy felemelni, hogy meg tudjanak állni saját lábukon, ráébredjenek értékességükre. Olyan élményekben és tudásban szeretnék részesíteni őket, amelyek által sebeik gyógyulnak, és igaz értékkel rendelkező, tartalmas életet tudnak élni. Arra törekszenek, hogy a rászoruló gyerekek és fiatalok támogatása ne csak kampányszerű tevékenység legyen, hanem az egész esztendőt átölelje. Mivel munkájuk során kiemelten az egyetemisták önkéntes segítségére építenek, céljuk, hogy tevékenységük által bemutassák nekik a társadalmi felelősségvállalás szükségességét és lehetőségét. 

## Szövetség az Életért tábor
Lassan tíz éve szervezik meg minden nyáron a Szövetség az életért tábort. Az eseménynek a Közép-európai Cserkészpark ad otthont Csobánkán. A július elején zajló táborban körülbelül 650 nehézsorsú gyermeket látunk vendégül a Kárpát-medence különböző pontjairól (Felvidék, Kárpátalja, Moldva, Erdély, Délvidék és az anyaország különböző vidékei). Róluk egy 180 fős, főleg egyetemistákból álló válogatott csapat gondoskodik. Az évek alatt kialakult, a visszajáró gyerekek által jól ismert programok (élményfürdő, sétahajózás, számháború stb.) mellett, minden évben igyekeznek olyan újdonságokat is felmutatni nekik (múzeumok, lovaspark stb.), amelyek a sokadszor visszatérőket is meglephetik. 
A programok kigondolásánál és szervezésénél fontos szerepet játszik, hogy valamennyi táborozó korosztály (6-17 évesek) megtalálja a neki való szórakozást, valamint azt, hogy lehetőség nyíljon gyerekek és a táboroztató önkéntesek közti jó kapcsolat kialakítására, annak elmélyítésére. Segítőink ébredéstől az elalvásig a gyerekekkel vannak, mindenben segítik őket az étkeztetéstől kezdve, motiváláson át, a személyes gondok megbeszéléséig. Így tudnak minden egyes, a táborban részt vevő gyermekhez személyes szinten eljutni, lelki problémáikat, az élettel kapcsolatos kérdéseiket egyenként kezelni.

## István, a király
Nyaruk nagy állomása az augusztus végén megrendezett István, a király rockopera előadása és az ahhoz tartozó felkészülési tábor. Itt több mint kétszáz fős tánckarral és húsz szólistával dolgoznak együtt, valamennyien Kárpát-medencei árva és nehézsorsú gyermekek és fiatalok. Az egy hetes felkészülés komoly munkával telik. Napi 7-10 óra közös próba, a szünetekben megbeszélések, külön kiscsoportos próbák. Az előadás igazi profikhoz méltó körülmények közt zajlik. A szólisták jelmezei és eszközei mind jó minőségű, aprólékosan kidolgozott, az előadáshoz illő kellékek voltak. Az első eladást 2014-ben Budapesten, a Petőfi Csarnokban rendezték meg és körülbelül háromezer nézőt szórakoztathattak. A második fellépésük 2015. Augusztusában volt a délvidéki Csantavéren, itt már mintegy hatezres közönség előtt szerepelhettek a gyerekek.
A felkészülés, az előadás és az utána következő jutalom programok legnagyobb tanulsága a gyerekek számára, hogy „egységben az erő”. A több mint kétszáz szereplő négy ország több tucat településéről érkezett. Különböző korúak, eltérő körülmények közül jöttek, eltérő problémákkal. Legtöbbjük mindennapjaiban az elszigetelődést és a tehetetlenséget tapasztalja meg. Ezalatt az egy hét alatt azonban mindannyian egy közös munkában vesznek részt, egy közös cél érdekében bátorítva, segítve egymást.

## '56-os zarándoklat
Az 1956. október 23-i eseményekre emlékezve, 2006 októbere óta minden évben megtarták ünnepi gyalogos zarándoklatukat. Az első alkalommal, az 50 éves évforduló tiszteletére, 50 km-es útvonalat terveztek 22-én délután kettőkor indultak Szentendréről, és másnap reggel 9 órára érkeztek meg Esztergomba. A későbbiekben ezt az útvonalat módosították egy rövidebb, 36 km-es túrára: este 8-kor indulnak Csobánkáról Pilisszentkereszten és Pilisszentlelken át gyaloglnak a Bazilikáig, ahova reggel 7 körül érkeznek.
Évről évre megtesszik ezt az utat, a zarándokló fiatalok száma pedig egyre növekszik. A kezdetekben részt vevő kétszáz fő helyett idén már négyszázan indultak el. Maga a zarándoklat egy igen meghitt, bensőséges élményt ad. A sötétben megtett kilométerek, a hűvös őszi idő, a több száz ember, aki mind egy irányba tart különös méltóságot kölcsönöz az útnak. Pilisszentkereszten a falubeliek mindig megvendégelik őket meleg teával és süteményekkel. Kétbükkfa-nyeregnél, az út legmagasabb pontján, éjfél körül szoktak elbúcsúzni a kisebbek, akiket innen autókkal visznek haza. Az utolsó nagy megállóra a pilisszentlelki romoknál kerül sor. Itt segítők várnak mindenkit forró teával, és zsíros kenyérrel. Egy óra pihenés után indulnak tovább. Az utolsó útszakasz a hajnali órákban a legmegterhelőbb, és egyben a leghosszabb is, a teljes út közel felét kell még megtenniük. 
Az út végén ünnepi szentmisét tartanak az altemplomban, Mindszenty bíboros sírjánál.

## Adventi látogatás
Legnagyobb téli szervezésük az az egy hét, amit 100 erdélyi, vajdasági és csángó gyerek tölt velük. Az érkező fiatalok a velük kapcsolatban álló családoknál kapnak szállást Pesthidegkúton, Solymáron, és Piliscsaba környékén. Családonként 2-3 gyermeket szoktak befogadni, akik egy hétig a család tagjának érezhetik magukat, a nappalokat, amikor a család tagjai dolgoznak, pedig velük töltik. Reggel két helyen gyülekeznek, Piliscsabán és Hidegkúton, ahova a vendéglátó szülők hozzák el őket, és innen indulnak az adott nap első programjára, amin már az egész csapat közösen vesz részt. A hét programját igyekszenek minél színesebben összeállítani, hogy az egy hét alatt annyi élményt adhassanak, amennyit csak lehet. Múzeum, fedett élményfürdő, akadályverseny, mozi, bobozás, cirkusz és sok egyéb program várja ilyenkor a gyerekeket. Ők pedig, mindezekért cserébe, egy rövid, de színvonalas adventi műsorral készülnek, amiben megmutatják saját értékeiket, és a különböző tájegységek jellemző, színes szokásait.

## Ajándékdoboz akció
Karácsony közeledtével cipős doboz akciót szerveznek támogatóik és a velünk kapcsolatban állók körében. A cipősdobozokba rejtett ajándékokat a karácsony előtti utolsó napokban juttatják el a gyerekekhez. A város különböző pontjain gyűjtik őket az Advent első heteiben, majd összegyűjtik őket a telephelyünkön, ahol kezdetét veszi a szortírozás. A csomagokon fel van tüntetve, hogy hány éves kisfiúnak vagy kislánynak szánták. Igyekeznek az előzetesen felmért igények alapján elosztani őket a célállomások között.
A 2500 csomagot a Kárpát-medence közel húsz településére visznek el a rászoruló gyerekeknek több, mint 2500 kilométert megtéve. Az ajándékok mellett igyekeznek minél több kísérőt is magunkkal vinni az útra. Ilyenkor alkalmunk nyílik kapcsolatba hozni a munkánkat segítő fiatalokat az általuk támogatottak mindennapjaival. Sokan közülük itt tapasztalják meg, mit is jelent a mélyszegénység fogalma. Ennek az élménynek köszönhetően még többre tudják értékelni saját önkéntes munkájukat, és azt az időt, amit az év során ezekre a gyerekekre szántak.